# 神奈川県立新羽高等学校
神奈川県立新羽高等学校（かながわけんりつにっぱこうとうがっこう）とは、神奈川県横浜市港北区新羽町1348にある全日制普通科を持つ高等学校である。

## 概要
通称百校計画の一環として1977年に作られ、全日制普通科を持つ。
校地は鶴見川左岸の台地上にあり、学校建設時には縄文時代から続いた集落の遺跡が発掘された。発掘中に出土した土器の一部は、校内に展示されている。発掘作業が長引いたため校舎の建設が遅れ、約2年間白山高校に間借りした。
「数学B」と「古典」は2年生と3年生の両方で選択することが可能である。また、総合的な探求の時間では、朝のHR前に新聞書写を実施している。
文化祭は「飛翔祭」と呼ばれ、9月下旬から10月上旬に開催される。
かつては旧横浜東部学区で唯一の1学年12学級規模の高校だった。かつては最寄駅から徒歩で20分以上かかったが、1993年に横浜市営地下鉄ブルーラインが開通し、学校から徒歩10分のところに北新横浜駅ができたため、交通の不便は解消した。
近年では国立大学や難関私立大学へ進学する人も現れている。
学級数は、1学年10学級 2学年10学級 3学年10学級      である。

## 特色
同校によると、「誠実、清楚、明朗」を第一に、以下のことに重点を置いている。
- 真面目に取り組む
- 思考力・判断力・表現力の育成
- マナー教育
- 部活動への加入
- 地域住民とのふれあい
- 充実したICT教育

## 沿革
- 1977年 - 創立
- 2017年 - 創立40周年記念式典を開催[4]。

## 部活動
出典 : 
先述した通り、部活動の加入に力を入れている。
文化部では放送部がNHK杯全国高校放送コンテストに継続して出場しており、2017年度は朗読部門で奨励賞を受賞した。また、2015年には全国高等学校総合文化祭滋賀大会にも出場している。囲碁・将棋部は2017年度に全国総合文化祭神奈川県予選に出場し、将棋B級部門で個人戦優勝、団体戦ベスト16位という結果を残した。
運動部では、バドミントン部・陸上部が関東大会・高校総体へ出場している。また、柔道部も関東大会に出場している。この他に男子バレーボール部が県大会へ出場している。

文化部
- 演劇部
- 放送部
- 写真部
- 美術部
- 吹奏楽部
- 軽音楽部
- 合唱部
- コンピュータ部
- 漫画研究部
- 囲碁・将棋部
- 茶道部
- ボランティア部
- パティシエ部
- 文芸部
- イラスト・デザイン部[7]

運動部
- 野球部
- 陸上部
- サッカー部
- バドミントン部
- テニス部
- ダンス部
- 卓球部
- バスケットボール部
- バレーボール部
- 柔道部
- 剣道部

## 旧学区
学区撤廃以前は「横浜東部学区」（1981－2004年度／以下各校）に属していた。
- 神奈川県立横浜翠嵐高等学校
- 神奈川県立鶴見高等学校
- 横浜市立東高等学校
- 神奈川県立港北高等学校
- 神奈川県立新羽高等学校
- 神奈川県立寛政高等学校（2004年平安高等学校と統合、神奈川県立鶴見総合高等学校となる。
- 神奈川県立平安高等学校（1983年開校、2004年寛政高等学校と統合、神奈川県立鶴見総合高等学校となる。
- 神奈川県立岸根高等学校（1983年開校）
- 神奈川県立城郷高等学校（1987年開校）

## 交通
出典 : 
| 路線                       | 最寄り駅   | 所要時間 |
| -------------------------- | ---------- | -------- |
| 横浜市営地下鉄ブルーライン | 北新横浜駅 | 10分     |
| JR横浜線                   | 小机駅     | 25分     |

横浜市営地下鉄ブルーライン新羽駅は最寄り駅ではないことを公表している。
| 乗車駅             | のりば | 系統                                 | 下車停留所            | 運行事業者 |
| ------------------ | ------ | ------------------------------------ | --------------------- | ---------- |
| 東急東横線綱島駅   | 2      | 綱72系統                             | 「専念寺前」、徒歩7分 | ■東急      |
| 東急東横線大倉山駅 | 2      | 41系統・川向町行、または中山駅北口行 | 「大竹」、徒歩9分     | ■横浜市営  |

## 著名な出身者
- 熊谷幸子 - （歌手）
- 彩輝なお - （女優／元宝塚歌劇団）
- 白井暁彦 - （メディアアート研究者）
- 堀研太 - （サッカー選手）
- 村松健太郎 - （映画ライター）